# Восстание в тюрьме Спач
Восстание в тюрьме Спач (алб. Revolta e burgut të Spaçit) — восстание заключённых албанской тюрьмы Спач 21-23 мая 1973 года. Тюремный бунт, спровоцированный жестокостью порядков содержания, перерос в политический протест под антикоммунистическими лозунгами. Около двух суток тюрьма контролировалась заключёнными и была провозглашена освобождённой территорией Албании. Выступление подавлено силами Сигурими и полиции при армейской поддержке. Лидеры казнены или получили дополнительные сроки заключения. В современной Албании восстание признано актом сопротивления тоталитарному режиму.

## Режим тюрьмы Спач
Политический строй НР Албания являл собой тоталитарную диктатуру Энвера Ходжи и коммунистической АПТ. Режим Ходжи и в 1970-х носил ортодоксально-сталинистский характер. Массовые политические репрессии были его неотъемлемой чертой. Многие албанцы, не имевшие никакого отношения к политике, попадали в тюрьмы и лагеря за «антипартийную и антиправительственную пропаганду», «подготовку побега за границу», «связь с врагами партии», отправление религиозных обрядов, запрещённых атеистической политикой Ходжи.
Тюрьма Спач находилась в одноимённой деревне округа Мирдита — изолированной и труднодоступной горной местности с бедной растительностью. Это было одним из крупнейших в Албании мест заключения. Единовременно содержалось от 500 до 1200 заключённых. Основана тюрьма 28 апреля 1968 при перебазировании из Эльбасана «лагеря перевоспитания N 303». Причина состояла в экономической оптимизации — здесь были разведаны запасы меди и хрома, прорыты шахты, поблизости работал медеобогатительный завод. В Спаче побывали с инспекцией премьер-министр Мехмет Шеху и министр внутренних дел Кадри Хазбиу. Оба посчитали целесообразным функционирование тюрьмы и с карательной, и с хозяйственной точки зрения.
Администрация, охрана и обслуживающий персонал в первой половине 1970-х насчитывали от 80 до 100 штатных единиц. Комендантом тюрьмы являлся Хаджи Гора, комиссаром — Шахин Скура, начальником оперативного отдела — Фейзи Личо.
Весной 1973 года в Спаче содержались около 600 заключённых. Большинство из них отбывали длительные сроки по политическим статьям (чаще всего «подготовка побега за границу» и «антигосударственная пропаганда»; аналоги советских 58-1а и 58-10). Условия содержания отличались жёсткостью. Рабочий день мог достигать 11 часов. Тяжёлые работы в шахтах на добыче меди, хрома и пирита, скудная и нездоровая пища, приводившая к частым отравлениям, принудительные политзанятия, регулярные избиения и наказания одиночным карцером в подземелье. Попытки побега выглядели безнадёжными, однако нередко предпринимались. В таких случаях охрана имела санкцию стрелять на поражение, что обычно и практиковалось.

## Тюремный бунт и антикоммунистическое восстание

### 21 мая. Бунт
20 апреля 1973 за нарушения тюремных правил в карцер был помещён Паль Зефи, шахтёр с начальным медицинским образованием, осуждённый в 1971 за антикоммунистическую пропаганду на 10 лет заключения. Рано утром 21 мая 1973 он отказался отдать выданное на ночь одеяло (месячный срок карцера к тому времени истёк). Дежурный вызвал надзирателя Марка Туци. Когда Туци открыл дверь, Зефи вырвался из камеры во двор, схватил железный прут и воскликнул: «Есть тут живые албанцы — защитить албанскую честь?!».
Курирующий тюрьму офицер Сигурими Сулейман Маноку распорядился немедленно схватить Зефи. Была сформирована группа из надзирателей и оперативников: Фейзи Личо, Марк Туци, Нуэ Леши, Зеф Бардоки, Гьет Чупи, Скендер Нонири, Фрок Деда, Ндуэ Пренга. Но они натолкнулись на упорное сопротивление. Броском железного бруса Зефи ранил «вставшего на путь исправления» заключённого Меди Ноку, который пытался помочь конвою. На помощь Зефи пришли другие заключённые — Йорго Папа, Дашнор Казази, Хасан Хибо, Суло Веши, Павло Попе, Реджеп Лазери, Панди Стерьо, Мухарем Дюли, Фадиль Душку, Сюрья Ламе. В завязавшейся драке надзиратели и оперативники были избиты.
Примерно через десять часов после начала событий, уже в середине дня, в Спач прибыла специальная оперативно-следственная группа Сигурими и полиции. Только тогда Паля Зефи удалось схватить и бросить в изолятор. Вместе с ним были схвачены Сюрья Ламе и Павло Попе. Однако Попе сумел вырваться и присоединиться к взбунтовавшимся заключённым.
В считанные часы к бунту примкнули более 500 человек — почти все заключённые Спача. Двери камер выбивались, внутренние перегородки сносились. Вечером 21 мая тюрьма Спач находилась под контролем восставших. Администрация и охрана отступили в свои надёжно защищённые помещения (там же располагались специальные изоляторы для внутритюремных арестов) и ожидали помощи извне. Огнестрельного оружия власти не применяли по нескольким причинам: опасение захвата заключёнными, нежелание кровопролития и убыли рабочей силы в преддверии отчёта о выполнении хозяйственного плана. Однако заключённые понимали, что оружие в любой момент может быть пущено в ход.
Заключённые собрались на митинг в тюремном дворе. Спонтанно образовался своеобразный комитет вожаков, названный Mbledhja e Këshillave Krahinorë — Собрание советов провинций (MKK; «провинциями» заключённые назвали отдельные участки тюрьмы). По факту в него вошли электрик и художник Мерсин Влаши, инженер и поэт Башким Фишта, музыкант и художник Скендер Дайя, каменщик Дервиш Бейко, бывший полицейский Хайри Пашай, бывший боец Бали Комбетар Сами Дангелия, поэт-диссидент Хавзи Нела, Паулин Вата, Нури Степа, Сюрья Ламе, Агрон Джелили, Бедри Чоку, Ндрец Чоку, Гезим Медоли, Хаджи Бена, Никола Кафке, Рефик Беко, Элез Ходжа, Ираклий Сирсо, Мухо Цурри, Абедин Вриони, Том Ули, Луан Бурими, Бедри Чоку, Гезим Челя, Ходо Соколи, Хаки Слатини и ещё несколько десятков человек. Все они были осуждены по политическим статьям, большинство принадлежало к выходцам из бедных семей, до ареста обычно являлись рабочими, крестьянами или рядовыми военнослужащими.
Мерсин Влаши объявил, что свобода Албании возможна только при свержении власти АПТ, которая держится военным насилием над народом и потому незаконна. Он осудил также изоляционистскую внешнюю политику Ходжи: «Если кто-то порвал со всем миром, то плох не мир, а тот, кто с ним порвал». Башким Фишта читал свои стихи, призывавшие к борьбе за освобождение. Заключённые скандировали: «Да здравствует Албания! Долой коммунизм! Долой Энвера Ходжу! Смерть или свобода!» Было принято воззвание: «Народ за нас, армия будет с нами. Коммунисты исчезнут, как уже исчез Сталин». Выдвинуты конкретные требования: освободить всех заключённых Спача, гарантировать отказ от преследований, прекратить горнодобычу в Спаче как истребительную каторгу.
Тюрьма Спач была провозглашена освобождённой от коммунистического режима территорией Албании. Вечером над тюрьмой был поднят национальный флаг — красное полотнище с чёрным двуглавым орлом — без коммунистической пятиконечной звезды. Изготовил знамя Мерсин Влоши при помощи Дервиша Бейко. Поднимали флаг Мерсин Влаши, Гьет Кадели, Реджеп Лазери, Мурат Марта. Заключённый Ндрец Чоку был оставлен часовым при знамени.

### 22 мая. Переговоры
Стремительное развитие бунта, быстрая победа над тюремной властью и превращение в антикоммунистическое восстание шокировали партийно-государственную администрацию и даже руководство Сигурими. Тайная полиция предположила присутствие в Спаче подпольных ячеек националистов, монархистов-зогистов, социал-демократов и даже некой «Ревизионистской партии» (чему не было никаких реальных подтверждений). В специальном рапорте подчёркивалось «беспощадная ненависть врага к партии и органам внутренних дел». Попытка связаться с Горой и Скурой не дала результатов. Опасаясь за судьбу тюремного начальства, руководство МВД решилось на переговоры с восставшими.
Среди заключённых действовали полтора десятка тайных агентов и осведомителей Сигурими. Как минимум один из них был видным членом MKK. Они оперативно информировали своих кураторов о происходящем в Спаче, настроениях и планах. Это позволяла Сигурими оперативно ориентироваться в ситуации. Однако имена информаторов неизвестны по сей день, из открытых источников доступны только агентурные клички.
В ночь на 22 мая 1973 в Спач прибыли заместитель министра внутренних дел Фечор Шеху и директор полицейского управления Касем Качи. Шеху, племянник премьера, известный в стране особой жестокостью, одним своим видом спровоцировал бурю негодования. Сам он тоже не желал общаться с заключёнными, требуя к себе администраторов.
Однако Шеху пришлось согласиться на разговор с вожаками бунта — Хайри Пашаем, Паулином Ватой и Нури Степой. Высокопоставленный силовик призывал заключённых «восстановить законный порядок». Интересно, что он указывал на общность позиций сторон по крайней мере по одному вопросу: и партийно-государственное руководство, и восставшие заключённые в равной степени враждебны СССР. Разговор продолжался около пяти часов, но остался безрезультатным. Договориться по конкретным вопросам не было никакой возможности. Власти не собирались обсуждать ни антикоммунистическую программу восстания, ни освобождение заключённых Спача. Видя бессмысленность переговоров, Хайри Пашай сказал Фечору Шеху: «Коммунизму наступит конец. Сюда водворят таких, как вы. А свободная Албания придёт в единую Европу». (Интересно, что все эти предсказания сбылись — десять лет спустя Фечор Шеху был заключён в тюрьму, осуждён и расстрелян, ещё менее чем через десятилетие коммунистический режим в Албании перестал существовать, Албания состоит в НАТО и готовится к вступлению в Евросоюз.)
Около полудня 22 мая собралось MKK. Вожаки призвали участников бунта «оставаться твёрдыми в начатом восстании». Было заявлено, что непосредственной причиной выступления стало насилие в отношении Паля Зефи. Для поддержания повстанческого порядка введены ограничения на передвижение по тюремной территории. Дальнейшие переговоры поручались Паулину Вате (предполагалось, что он встретится с комиссаром Скурой).

### 23 мая. Подавление
К вечеру 22 мая тюрьму Спач окружили спецподразделения Сигурими при поддержке полицейских нарядов и регулярных армейских частей. Командовали офицер Сигурими Гергь Зефи, начальник местной полиции Реджеп Карай, следователь Шабан Дани и прокурор Зеф Дада. Общее руководство осуществлял Касем Качи, подчинённый Фечору Шеху. Сам Фечор Шеху отчитывался перед главой МВД Кадри Хазбиу. По партийной линии ситуацию держал на контроле Мирдитский окружной комитет АПТ во главе с секретарём Йованом Барди.
Все возможности прорыва были полностью заблокированы. Перекрыто всякое жизнеобеспечение Спача, отключена подача воды и всех видов энергии. Скендер Дайя пытался из-за ограждений агитировать стоявших в оцеплении солдат-срочников, но эти попытки были быстро пресечены. Однако Дайя успел узнать, что солдатам внушают, будто бунт подняли «сумасшедшие», к которым не может возникать ни малейших симпатий.
Утром 23 мая 1973 прозвучало ультимативное требование сдаться и предупредительные залпы боевыми. Большинство заключённых решили прекратить самоубийственное сопротивление и открыли проход войскам. Началось массовое избиение. Четыре человека — Скендер Дайя, Дервиш Бейко, Йорго Папа и Дашнор Казази — организовали физический отпор. Пошли в ход шахтёрские орудия труда, деревянные палки, железные прутья, выломанные из решёток. С обеих сторон несколько человек были ранены. Столкновения продолжались до ночи. Окончательно подавить восстание и взять тюрьму Спач под контроль правительственные силы смогли только к утру 24 мая.

## Приговоры, казни, сроки
Сигурими немедленно арестовала 68 человек (по другим данным более 100). 12 из них предстали перед коллегией Верховного суда по упрощённой процедуре. Заседания длились лишь несколько часов. 33-летний Паль Зефи, 28-летний Хайри Пашай, 27-летний Дервиш Бейко, 23-летний Скендер Дайя обвинялись в участии в антипартийной организации, антигосударственном мятеже и экономическом саботаже. Все четверо были признаны виновными, охарактеризованы как главные зачинщики, наиболее агрессивные главари бунта и приговорены к смертной казни.
Приговорённые написали прошения о помиловании. Они признавали своё выступление против тюремной администрации и власти АПТ, но отвергали обвинения в «организации» и «саботаже». Зефи напоминал, что бунт начался с избиения заключённых надзирателями, резко критиковал тюремные порядки как рассчитанные на медленное уничтожение заключённых и признавал, что являлся противником правящего режима. Дайя и Пашай ссылались на свою молодость. Бейко просил учесть, что он является отцом двоих детей.
Событие являлось чрезвычайным, решения требовали легитимации на высшем государственном уровне. Кроме того, просьбы о помиловании адресовались президиуму Народного собрания и формально подлежали рассмотрению. 24 мая 1973 президиум собрался на экстренное заседание под председательством Хаджи Леши.
Был заслушан доклад председателя Верховного суда Аранита Чели — одного из главных проводников репрессивной политики Ходжи. Челя представил четверых приговорённых как опасных врагов режима, утвердил смертную казнь каждому и настоял, чтобы приговоры приводились в исполнение на глазах других заключённых. В тот же день Паль Зефи, Хайри Пашай, Дервиш Бейко и Скендер Дайя были расстреляны.
Восемь участников восстания — в том числе Дашнор Казази, Йорго Папа, Паулин Вата, Сами Дангелия, Сюрья Ламе — приговорены к 25-летнему заключению. Пятьдесят шесть человек были доставлены в тюрьму Тираны для дальнейших разбирательств. Впоследствии на четырёх процессах они получили сроки от 12 лет и выше: например, Мерсин Влаши — 23 года тюрьмы.
Некоторые из подсудимых держались особенно твёрдо. Паль Зефи, Хайри Пашай, Башким Фишта агитировали даже в последнем слове.

## Наследие восстания
Положение в Спаче оставалось напряжённым ещё почти два десятилетия, до самого закрытия тюрьмы. Традиция 1973 года хранилась и передавалась заключёнными. Особенно обострилась ситуация в 1978, когда заключённые крайне негативно отреагировали на осуществлённый Энвером Ходжей разрыв с Китаем (в КНР в этом время начинались масштабные реформы). В рапорте Сигурими отмечался рост внутритюремной антигосударственной агитации и саботажа, планирование побегов, давление на бригадиров.
В тюрьме действительно возникла подпольная группа под названием Националистическая организация. Её лидером был Джелаль Копренцка-младший (внук Джелаля Копренцки, одного из авторов Декларации независимости Албании). Восстание заключённых под лозунгом «Нет свободы без крови и жертвы!» планировалось на 9 мая 1979. Организаторы учитывали опыт 1973 года и полагали, что обстановка в стране более благоприятна для выступления и даёт шанс на успех. Они ставили задачу поднять общенациональное движение и свергнуть режим Ходжи. Однако за месяц до назначенной даты организация была раскрыта Сигурими, Копренцка арестован с одиннадцатью сообщниками и расстрелян вместе с левыми диссидентами Фадилем Кокомани и Вангелем Лежо.
Вновь осложнилось положение в Спаче весной 1985. После смерти Энвера Ходжи только усиленные меры безопасности и резкое ужесточение контроля предотвратили очередной мятеж.

## Память
Много лет тема восстания заключённых была строжайше табуирована в Албании. Положение изменилось с 1990 и особенно с 1991, после падения коммунистического режима. 26 марта 1991 года вышел на свободу Мерсин. Восстание в тюрьме Спач признано доблестным сопротивлением тоталитарной диктатуре, его участники — национальными героями. 6 декабря 2015 указом президента Албании Буяра Нишани Паль Зефи, Хайри Пашай, Дервиш Бейко, Скендер Дайя, Мерсин Влаши посмертно удостоены медали Золотого орла.
Детальные исследования событий провели историки Бедри Блошми — в 1980-х сам политзаключённый тюрьмы Спач — и Уран Бутка.
На месте тюрьмы в Спаче создан мемориал.
Широко отмечалось 45-летие восстания в тюрьме Спач в мае 2018. В Спаче собрались президент Албании Илир Мета, депутаты парламента Албании, посол Евросоюза в Албании Романа Влахутин. Президент Мета назвал участников восстания примером служения нации, их антикоммунистическую борьбу — гордостью албанской истории XX века.
«Самой просвещенной частью албанского общества» назвал политзаключённых депутат парламента от Демократической парти Клевис Балиу. 21 мая 2019, в 46-ю годовщину восстания, он призвал с благодарностью помнить восстание против жесточайшей из восточноевропейских диктатур, твёрдость и мужество, проявленные «мучениками свободы».